# ورابلوسکی (دهانه)
ورابلوسکی یک دهانه برخوردی در ماه‌ است.